# Briefmarken-Jahrgang 1957 der Deutschen Bundespost
Der Briefmarken-Jahrgang 1957 der Deutschen Bundespost umfasste 25 Sondermarken und sieben Dauermarken.
In diesem Jahr endete die Dauermarkenserie mit dem Porträt des Bundespräsidenten Theodor Heuss; insgesamt wurden 27 Werte ausgegeben.
Einige der Sondermarken wurden auch von der Oberpostdirektion des Saarlandes mit gleichen Motiven, zum Teil auch mit anderen Farben, jedoch mit dem Zusatz Saarland und in der Währung Franc herausgegeben.

## Liste der Ausgaben und Motive
Legende
- Bild: Eine bearbeitete Abbildung der genannten Marke. Das Verhältnis der Größe der Briefmarken zueinander ist in diesem Artikel annähernd maßstabsgerecht dargestellt. Sollten keine Marken abgebildet sein, liegt es daran, dass das Urheberrecht des Künstlers noch nicht erloschen ist.
- Beschreibung: Eine Kurzbeschreibung des Motivs und/oder des Ausgabegrundes. Bei ausgegebenen Serien oder Blocks werden die zusammengehörigen Beschreibungen mit einer Markierung versehen eingerückt.
- Wert: Der Frankaturwert der einzelnen Marke in Pfennig. Ein „+“ bedeutet, dass es sich um eine Zuschlagsmarke handelt (= Frankaturwert + Spende).
- Ausgabedatum: Das Datum des erstmaligen Verkaufs dieser Briefmarke.
- Gültig bis: Das Datum, an dem die Gültigkeit endete.
- Auflage: Soweit bekannt, wird hier die zum Verkauf angebotene Anzahl dieser Ausgabe angegeben.
- Entwurf: Soweit bekannt, wird hier angegeben, von wem der Entwurf dieser Marke stammt.
- Mi.-Nr.: Diese Briefmarke wird im Michel-Katalog unter der entsprechenden Nummer gelistet.

| Sondermarken | |                  |                       |                   |             |                             |       |
| Bild         | Beschreibung | Werte in Pfennig | Ausgabe- datum (1957) | gültig bis        | Auflage     | Entwurf                     | MiNr. |
|              | Eingliederung des Saarlandes Landeswappen des Saarlandes                                                                    | 10               | 2. Januar             | 31. Dezember 1958 | 20.000.000  | Herbert Kern                | 249   |
|              | Zuschlagmarken: Erholungsplätze für Berliner Kinder - Kinder mit Reisegepäck                                                | 10+5             | 1. Februar            | 31. Dezember 1958 | 4.000.000   | Krauss-Guyer und Schraml    | 250   |
|              | - Kinder mit Frau | 20+10            | 1. Februar            | 31. Dezember 1958 | 4.000.000   | Krauss-Guyer und Schraml    | 251   |
|              | Gedenkmarke zum 100. Geburtstag von Heinrich Hertz (1857–1894), Physiker                                                    | 10               | 22. Februar           | 31. Dezember 1958 | 20.000.000  | Müller und Karl Oskar Blase | 252   |
|              | Gedenkmarke zum 350. Geburtstag von Paul Gerhardt (1607–1676), evangelisch-lutherischer Theologe und Kirchenlieddichter     | 20               | 18. Mai               | 31. Dezember 1958 | 20.000.000  | Leon Schnell                | 253   |
|              | Briefmarkenausstellung „Flora und Philatelie“ Posthorn, Tulpe und 3 Kronen (aus dem Kölner Wappen)                          | 20               | 8. Juni               | 31. Dezember 1958 | 20.000.000  | Ernst Göhlert               | 254   |
|              | 1000 Jahre Stift und Stadt Aschaffenburg Aschaffenburger Stadtsiegel von 1332                                               | 20               | 15. Juni              | 31. Dezember 1958 | 20.000.000  | Hans Noeth                  | 255   |
|              | 500 Jahre Universität Freiburg Dozent vor Studenten Aus der Freiburger Sapienshandschrift aus dem 15. Jahrhundert           | 10               | 24. Juni              | 31. Dezember 1958 | 20.000.000  | Bert Jäger                  | 256   |
|              | Tag der deutschen Seeschiffahrt Modernes Frachtschiff mit Passageeinrichtung Schiff vom Typ „Bayernstein“                   | 15               | 25. Juni              | 31. Dezember 1958 | 10.000.000  | Müller und Karl Oskar Blase | 257   |
|              | 350 Jahre Ludwigs- bzw. Justus-Liebig-Universität Gießen Frontalansicht des alten Liebig Laboratoriums                      | 10               | 3. Juli               | 31. Dezember 1958 | 20.000.000  | Helmut Lortz                | 258   |
|              | Gedenkmarke zum 100. Geburtstag von Albert Ballin (1857–1918), Reeder                                                       | 20               | 15. August            | 31. Dezember 1959 | 20.000.000  | Alfred Goldammer            | 266   |
|              | Fernsehen Darstellung der Wirkung eines Fernsehbildschirms beim Ein- und Ausschalten                                        | 10               | 23. August            | 31. Dezember 1959 | 20.000.000  | Michel + Kieser             | 267   |
|              | Europamarkenserie - stilisierter Baum (schwärzlicholivgrün und helltürkisblau)                                              | 10               | 16. September         | 31. Dezember 1959 | 60.000.000  | Richard Blank               | 268   |
|              | - stilisierter Baum (violettultramarin und helltürkisblau)                                                                  | 40               | 16. September         | 31. Dezember 1959 | 25.000.000  | Richard Blank               | 269   |
|              | Helfer der Menschheit, Kohlebergbau - Bergmann mit Grubenlampe                                                              | 7+3              | 1. Oktober            | 31. Dezember 1959 | 5.100.000   | Bert Jäger                  | 270   |
|              | - Bergmann mit Abbauhammer                                                                                                  | 10+5             | 1. Oktober            | 31. Dezember 1959 | 7.600.000   | Bert Jäger                  | 271   |
|              | - Bergmann am Kohlenhobel                                                                                                   | 20+10            | 1. Oktober            | 31. Dezember 1959 | 7.350.000   | Bert Jäger                  | 272   |
|              | - Anschläger am Förderschacht                                                                                               | 40+10            | 1. Oktober            | 31. Dezember 1959 | 2.650.000   | Bert Jäger                  | 273   |
|              | Naturschutz - Weiße Seerosen Nymphaea alba                                                                                  | 10               | 4. Oktober            | 31. Dezember 1959 | 20.000.000  | Rudolf Gerhardt             | 274   |
|              | - Rotkehlchen Erithacus rubecula                                                                                            | 20               | 4. Oktober            | 31. Dezember 1959 | 20.000.000  | Alfred Goldammer            | 275   |
|              | Internationale Briefwoche Zwei Brieftauben mit Briefen im Schnabel                                                          | 20               | 5. Oktober            | 31. Dezember 1959 | 20.000.000  | Wilhelm Neufeld             | 276   |
|              | Gedenkmarke zum 200. Geburtstag von Reichsfreiherr vom und zum Stein (1757–1831), Politiker                                 | 20               | 26. Oktober           | 31. Dezember 1959 | 20.000.000  | Paul Dietrich               | 277   |
|              | Gedenkmarke zum 1. Todestag von Dr. Leo Baeck (1873–1956), Rabbiner und Dozent                                              | 20               | 2. November           | 31. Dezember 1959 | 20.000.000  | Paul Dietrich               | 278   |
|              | 500 Jahre Landtag Württemberg Fassade des 1944 zerstörten Landschaftshauses in Stuttgart                                    | 10               | 16. November          | 31. Dezember 1959 | 20.000.000  | Walter Brudi                | 279   |
|              | Gedenkmarke zum 100. Todestag von Joseph von Eichendorff (1788–1857), Dichter Postkutsche und Eichenlaub                    | 10               | 26. November          | 31. Dezember 1959 | 20.000.000  | Willberg                    | 280   |
| Dauermarken  | |                  |                       |                   |             |                             |       |
| Bild         | Beschreibung | Werte in Pfennig | Ausgabe- datum (1957) | gültig bis        | Auflage     | Entwurf                     | MiNr. |
|              | Dauermarkenserie: Bundespräsident Theodor Heuss Zweiter und letzter Teil der Briefmarkenserie Bundespräsident Theodor Heuss | 30               | Mai                   | 31. Dezember 1964 | 157.200.000 | Max Bittrof                 | 259   |
| 40           | Dauermarkenserie: Bundespräsident Theodor Heuss Zweiter und letzter Teil der Briefmarkenserie Bundespräsident Theodor Heuss | November 1956    | 31. Dezember 1964     | 257.000.000       | 260         | Max Bittrof                 |       |
| 50           | Dauermarkenserie: Bundespräsident Theodor Heuss Zweiter und letzter Teil der Briefmarkenserie Bundespräsident Theodor Heuss | Februar          | 31. Dezember 1964     | 218.900.000       | 261         | Max Bittrof                 |       |
| 60           | Dauermarkenserie: Bundespräsident Theodor Heuss Zweiter und letzter Teil der Briefmarkenserie Bundespräsident Theodor Heuss | September        | 31. Dezember 1964     | 152.400.000       | 262         | Max Bittrof                 |       |
| 70           | Dauermarkenserie: Bundespräsident Theodor Heuss Zweiter und letzter Teil der Briefmarkenserie Bundespräsident Theodor Heuss | Februar          | 31. Dezember 1964     | 222.700.000       | 263         | Max Bittrof                 |       |
| 80           | Dauermarkenserie: Bundespräsident Theodor Heuss Zweiter und letzter Teil der Briefmarkenserie Bundespräsident Theodor Heuss | Juni             | 31. Dezember 1964     | 50.300.000        | 264         | Max Bittrof                 |       |
| 90           | Dauermarkenserie: Bundespräsident Theodor Heuss Zweiter und letzter Teil der Briefmarkenserie Bundespräsident Theodor Heuss | Juni             | 31. Dezember 1964     | 49.900.000        | 265         | Max Bittrof                 |       |